# Nudd ap Ceidiaw
Nudd ap Ceidiaw  est un  prince brittonique légendaire  du Hen Ogledd.

## Contexte
Nudd ap Ceidiaw apparaît dans le  Bonedd Gwŷr y Gogledd avec un troisième frère nommé Chof comme un descendant de Coel Hen, fils de Ceidiaw mab Arthwys et frère Gwenddolau ap Ceidiaw : 
Gwendoleu & Nud & Chof meibyon Keidyaw m. Arthwys m. Mar m. Keneu m. Coel
Aucune autre information n'est connu sur lui toutefois un certain  Nudd Hael, est mentionné comme l'un des chefs du Hen Ogledd participant à l'attaque contre le royaume de Gwynedd dans le but de venger Elidir Mwynfawr. Tim Clarkson souligne que le nom latin « Nuddus » est employé comme synonyme de Hael.

## Sources
- (en) Peter Bartrum, A Welsh classical dictionary: people in history and legend up to about A.D. 1000, Aberystwyth, National Library of Wales, 1993, p. 581 NUDD ap CEIDIO. (Legendary).